# Boianu Mare
Boianu Mare (Tasnádbajon en hongrois, Baldorf en allemand) est une commune roumaine du județ de Bihor, en Transylvanie, dans la région historique de la Crișana et dans la région de développement Nord-Ouest.

## Géographie
La commune de Boianu Mare est située dans le nord-est du județ, à la limite avec le județ de Satu Mare, dans la zone collinaire qui s'(étend entre la plaine de la Crișana et les Monts Plopiș, à 16 km au nord-est de Margita et à 73 km au nord-est d'Oradea, le chef-lieu du județ.
La municipalité est composée des cinq villages suivants, nom hongrois, (population en 2002) :
- Boianu Mare, Tasnádbajon, (612), siège de la commune ;
- Corboaia, Korbolyatelep, (49) ;
- Huta, Hutatelep, (10) ;
- Păgaia, Úsztaló, (750) ;
- Rugea, Ruzsatag, (7).

## Histoire
La première mention écrite du village de Boianu Mare date de 1358 sous le nom hongrois de Bayon.
La commune, qui appartenait au royaume de Hongrie, en a donc suivi l'histoire.
Après le compromis de 1867 entre Autrichiens et Hongrois de l'empire d'Autriche, la principauté de Transylvanie disparaît et, en 1876, le royaume de Hongrie est partagé en comitats. Boianu Mare intègre le comitat de Szilágy (Szilágy vármegye) et le district de Tasnád.
À la fin de la Première Guerre mondiale, l'Empire austro-hongrois disparaît et la commune rejoint la Grande Roumanie au traité de Trianon et le județ de Sălaj (plașa de Tășnad).
En 1940, à la suite du deuxième arbitrage de Vienne, elle est annexée par la Hongrie jusqu'en 1944. Elle réintègre la Roumanie après la Seconde Guerre mondiale au traité de Paris en 1947. La commune est alors intégrée à la province d'Oradea.
Ce n'est qu'en 1968, lors de la réorganisation administrative et le re-création des județe que la commune intègre le județ de Bihor auquel elle appartient de nos jours.

## Politique
| Période                                  | Période  | Identité    | Étiquette      | Qualité |
| ---------------------------------------- | -------- | ----------- | -------------- | ------- |
| Les données manquantes sont à compléter. |          |             |                |         |
| 2004                                     | En cours | Sorin Groza | PNL, puis ALDE |         |

| Parti | Parti                                      | Sièges |
| ----- | ------------------------------------------ | ------ |
|       | Parti national libéral (PNL)               | 1      |
|       | Parti social-démocrate (PSD)               | 3      |
|       | Alliance des libéraux et démocrates (ALDE) | 4      |
|       | M10                                        | 1      |
|       | Parti Mouvement populaire (PMP)            | 1      |

## Religions
En 2002, la composition religieuse de la commune était la suivante :
- Chrétiens orthodoxes, % ;
- Réformés, % ;
- Catholiques romains, % ;
- Grecs-Catholiques, % ;
- Pentecôtistes, % ;
- Adventistes du septième jour, %.

## Démographie
En 1910, à l'époque austro-hongroise, la commune comptait 1 361 Roumains (74,01 %), 307 Hongrois (16,69 %), 68 Roms (3,70 %), 44 Slovaques (2,39 %), 37 Ukrainiens (2,01 %) et 22 Allemands (1,20 %),.
En 1930, on dénombrait 1 814 Roumains (75,96 %), 292 Slovaques (12,23 %), 275 Hongrois (11,52 %) et 5 Juifs (0,21 %).
En 1956, après la Seconde Guerre mondiale, 2 273 Roumains (90,16 %) côtoyaient 244 Hongrois (9,68 %).
En 2002, la commune comptait 1 360 Roumains (95,23 %) et 67 Hongrois (4,69 %). On comptait à cette date 623 ménages et 529 logements.
| 1850 | 1880 | 1890 | 1900  | 1910  | 1920  | 1930  | 1941  | 1956  |
| ---- | ---- | ---- | ----- | ----- | ----- | ----- | ----- | ----- |
| 840  | 750  | 963  | 1 310 | 1 839 | 1 755 | 2 388 | 2 801 | 2 521 |

| 1966  | 1977 | 1992  | 2002  | 2007  | - | - | - | - |
| ----- | ---- | ----- | ----- | ----- | - | - | - | - |
| 2 298 | -    | 1 531 | 1 428 | 1 404 | - | - | - | - |

## Économie
L'économie de la commune repose sur l'agriculture et l'élevage.

## Communications

### Routes
La route régionale DJ191 relie le village de Păgaia avec Marghita au sud-ouest et Tășnad, dans le județ de Satu Mare au nord-est.

## Lieux et monuments
- Boianu Mare, église orthodoxe en bois des Sts Archanges datant de 1686, avec des fresques de 1785, classée monument historique[7].